# Градиште (Молдова)
Градиште (рум. Gradişte) — село в Чимишлийском районе Молдавии. Является административным центром коммуны Градиште, включающей также село Юрьевка.

## География
Село расположено на высоте 96 метров над уровнем моря. Протекает река Когильник и её приток Градешта.

## Население
По данным переписи населения 2004 года, в селе Градиште проживает 1988 человек (1012 мужчины, 976 женщин).
Этнический состав села:
| Национальность | Число жителей | Процентный состав |
| -------------- | ------------- | ----------------- |
| молдаване      | 1957          | 98.44             |
| русские        | 10            | 0.5               |
| румыны         | 7             | 0.35              |
| украинцы       | 6             | 0.3               |
| гагаузы        | 6             | 0.3               |
| болгары        | 2             | 0.1               |
| Всего          | 1988          | 100%              |